# Jean-Pierre Kahane

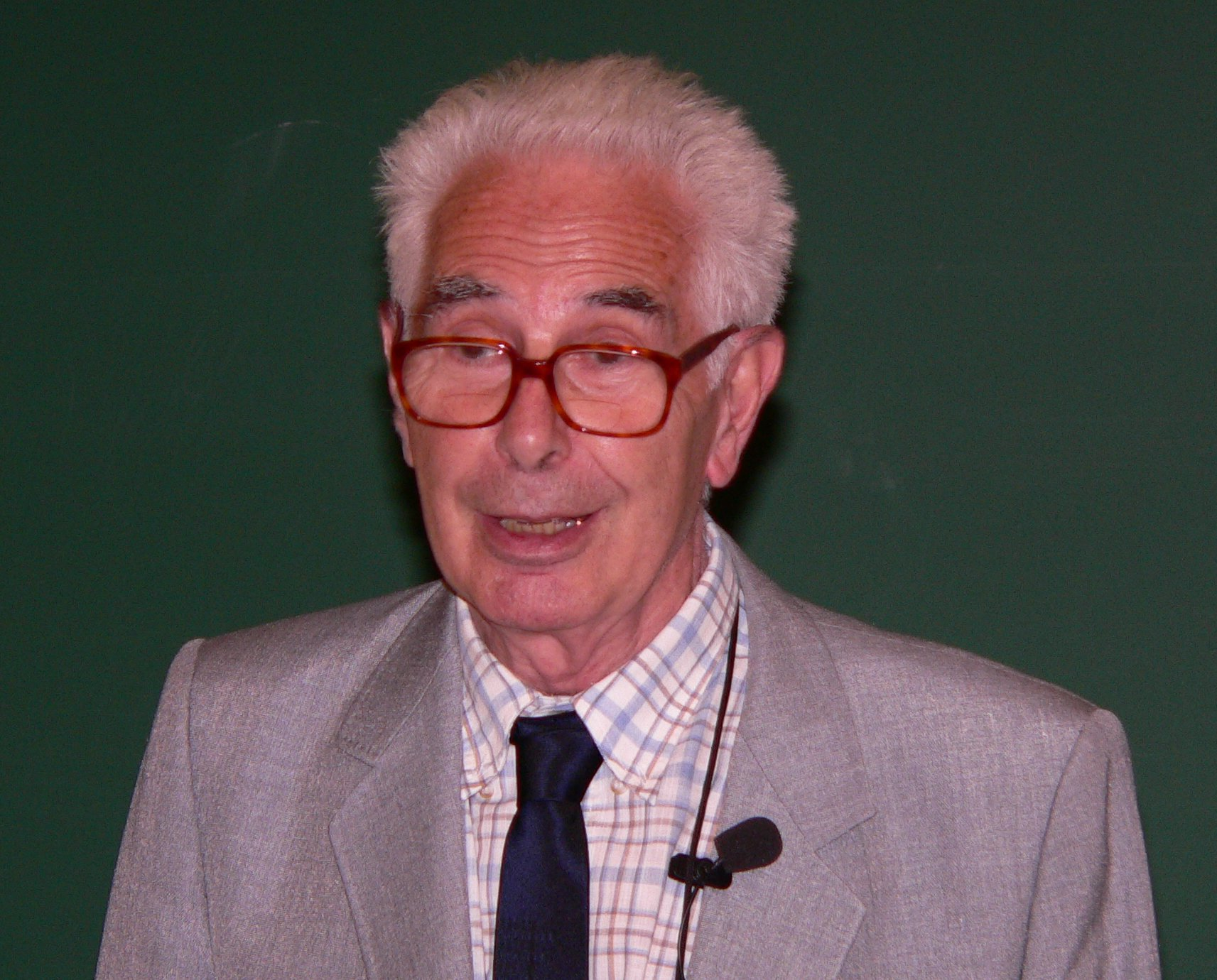
Jean-Pierre Kahane

Jean-Pierre Kahane (* 11. Dezember 1926 in Paris; † 21. Juni 2017) war ein französischer Mathematiker.

## Leben
Jean-Pierre Kahane besuchte die École normale supérieure und erreichte 1949 die Agrégation. Bis 1954 arbeitete er am Centre national de la recherche scientifique und wurde dann mit der Dissertation Sur quelques problèmes d’unicité et de prolongement relatifs aux fonctions approchables par des sommes d’exponentielles bei Szolem Mandelbrojt promoviert.
Anschließend war er Dozent und dann Professor an der naturwissenschaftlichen Fakultät in Montpellier (1954–1961) und lehrte dann, bis zu seiner Emeritierung 1994, an der Universität Paris-Süd in Orsay. Er war Präsident der Société mathématique de France (1972–1973) und Präsident der Universität Paris-Süd (1975–1978).
1982 wurde er korrespondierendes Mitglied der Académie des sciences und 1998 zum Vollmitglied gewählt. 1995 wurde ihm die Picard-Medaille verliehen. 1972/73 war er Präsident der Société Mathématique de France.
Kahanes Hauptarbeitsgebiete waren die Funktionentheorie, die Theorie der Fourierreihen und die Funktionalanalysis, insbesondere die Geometrie der Banachräume. Der Satz von Gleason-Kahane-Żelazko, ein Satz aus der Theorie der Banachalgebren, sowie das kahanesche Kontraktionsprinzip aus der Theorie der {\displaystyle {\mathcal {R}}}-beschränkten Operatoren sind mit seinem Namen verbunden.
1962 hielt er einen Plenarvortrag auf dem Internationalen Mathematikerkongress in Stockholm (Transformées de Fourier des fonctions sommables). Er war Fellow der American Mathematical Society.
Sein jüngerer Bruder war der Regisseur und Drehbuchautor Roger Kahane (1932–2013).

## Forschung
Kahane etablierte u. a. die Theorie der (gaußschen) multiplikativen Chaose.

## Schriften
- Séries de Fourier absolument convergentes. In: Ergebnisse der Mathematik und ihrer Grenzgebiete, Band 50. Springer Verlag 1970.
- mit Raphaël Salem: Ensembles parfaits et séries trigonométriques. Hermann, 1963, 1994.
- Some random series of functions. D. C. Heath, Lexington MA 1968. 2. Auflage: Cambridge University Press, 1985.
- Séries de Fourier aléatoires. Presse de l’ Université de Montreal 1967.
- Hrsg. mit A. G. Howson: The Popularization of Mathematics. Cambridge University Press, 1990.
- Des series de Taylor au movement brownien, avec un aperçu sur le retour. In: Jean-Paul Pier: Development of mathematics 1900–1950. Birkhäuser 1994.
- Le mouvement brownien, in: Michele Audin (Hrsg.), Matériaux pour l'histoire des mathématiques au XXe siècle Actes du colloque à la mémoire de Jean Dieudonné (Nice 1996), SMF 1998